# Auster J/1 Autocrat
L'Auster J/1 Autocrat est un avion triplace de tourisme dérivé du Taylorcraft Auster Mk.V. Cet appareil a donné naissance à de nombreux dérivés et reste le plus réussi des avions civils britanniques produits immédiatement après la fin de la Seconde Guerre mondiale.

## Origine et développement
La fin de la Seconde Guerre mondiale paraissant proche, la firme Taylorcraft entreprit début 1945 une étude de marché concernant un avion de tourisme économique. Désireuse d’utiliser l’outillage servant à produire ses robustes Auster AOP, elle préleva sur chaine un Auster Mk V, qui fut équipé d’un nouveau moteur, le Blackburn Cirrus Minor 2 de 100 ch [G-AGOH, c/n 1442]. Simultanément le prototype accidenté du Taylorcraft Plus D/Auster Mk I [G-AFWM/ES959, c/n 124] fut reconstruit comme Taylorcraft Auster 5 Series J/1 Autocrat avec un fuselage plus large et un Cirrus Minor 2. Un second prototype fut construit en modifiant un Taylorcraft Plus C2 [G-AFWN, c/n 125]. Le premier est aujourd’hui conservé par le Newark Air Museum de Winthorpe, le second a malheureusement été démantelé en 1961 et le dernier, accidenté en Allemagne en 1972, serait en cours de restauration au Danemark.
L'Auster J/1 Autocrat est un monoplan à aile haute contreventée, longeron en bois, nervures métalliques et entoilage, fuselage en tubes d’acier à revètement entoilé. Un passager prend place à côté du pilote et un adulte ou deux enfants sur la banquette arrière. Taylorcraft Aeroplanes (England) Ltd devenant Auster Aircraft Ltd le 7 mars 1946, les appareils de série seront plus simplement désignés Auster J/1 Autocrat.

## Les versions
- Auster J/1 Autocrat : Triplace de tourisme, version de série du J1, dont le premier exemplaire [G-AGTO,c/n 1822] fut livré en décembre 1945. Cet appareil qui se fit remarquer en octobre 1946 en se posant sur le pont du porte-avion HMS Illustrious (en), vole toujours régulièrement à Duxford. 414 J/1 et J/1A Autocrat ont été construits jusqu’en 1952.
- Auster J/1A Autocrat : Version quadriplace.
- Auster J/1B Aiglet : Triplace de tourisme reconnaissable à une surface de gouvernail augmentée par l’apparition d’une compensation aérodynamique. Doté d'un moteur de Havilland Gipsy Major 1 de 130 ch, l'Aiglet pouvait être utilisé pour le travail de pulvérisation agricole et une trentaine furent importés en pièces détachées en Australie et assemblés par Kingsford Smith Aviation.
- Auster J/1N Alpha : Tri-quadriplace de tourisme. Le second J/1 Autocrat de série [G-AGTP, c/n 1823] fut terminé avec un moteur de Havilland Gipsy Major 1 de 130 ch. À l’origine il était simplement prévu de convertir d’anciens appareils, mais après l’échec des J/5Q et J/5R Alpine ce modèle fut produit en série, 107 exemplaires sortant des ateliers de Rearsby.
- Auster J/1S Autocrat : Triplace de tourisme, conversion de modèles anciens avec un Gipsy Major 10 Mk 2-2 de 145 ch.
- Auster J/1U Workmaster : Biplace de travail aérien, cette évolution du J/1 N bénéficiait de l’expérience acquise avec le J/1B Aiglet utilisé en Australie comme avion de pulvérisation agricole. Le fuselage de base de l’Autocrat était renforcé avec des éléments métalliques de structure, une première chez Auster, une arête dorsale précédait la dérive, des pneus basse pression équipaient le train principal et un moteur Lycoming O-360-A de 180 ch remplaçait les moteurs britanniques en ligne. Un réservoir de produits chimiques de 455 litres était monté dans le fuselage et 4 atomiseurs rotatifs Britten-Norman suspendus sous le bord de fuite. Le prototype prit l’air le 22 février 1958 et 10 exemplaires seulement furent construits [c/n 3497 à 3502 et 3504 à 3507], un onzième [c/n 3503] n’étant pas achevé.Auster J/1U Workmaster

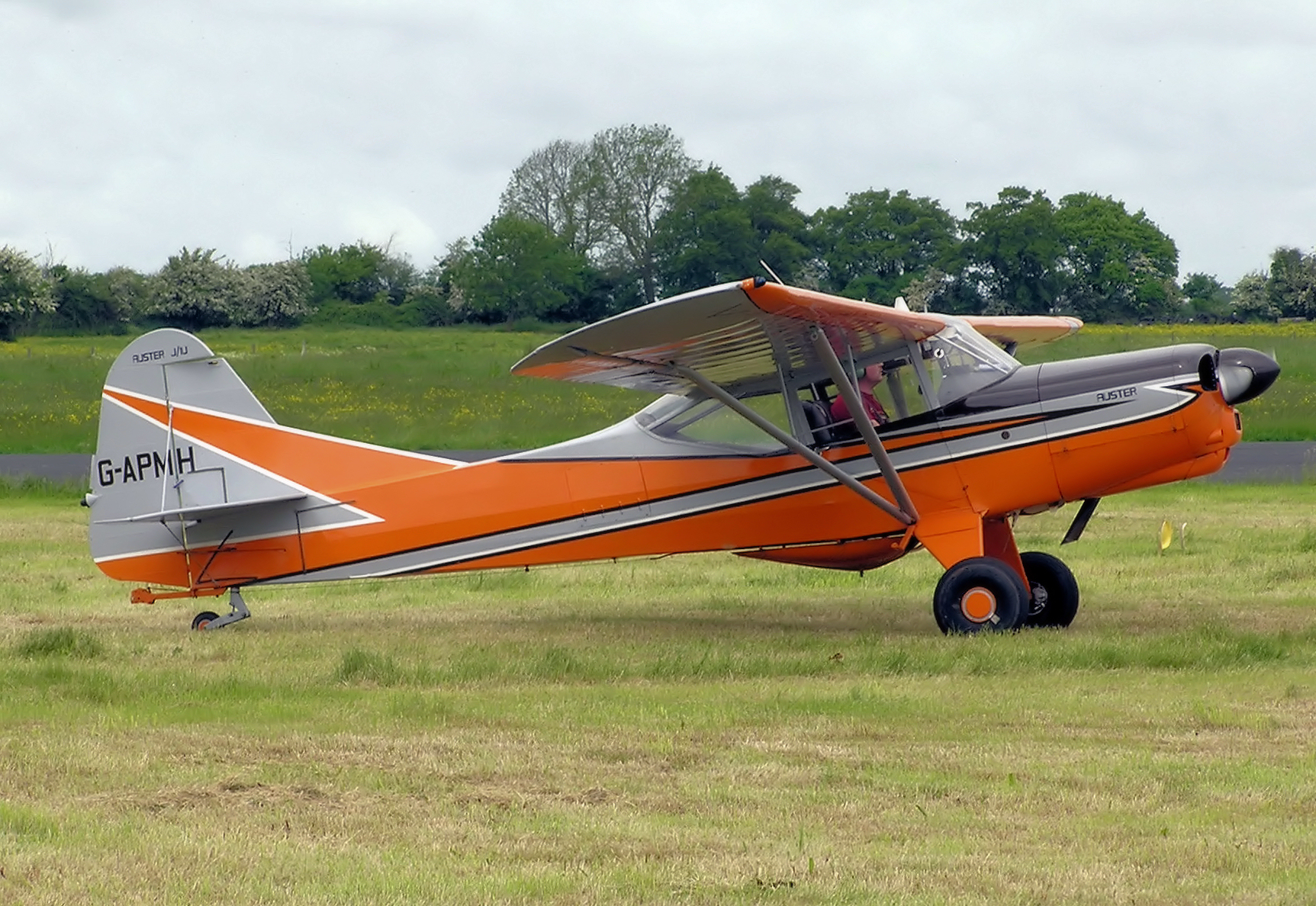
Auster J/1U Workmaster

- Auster J/1W Autocrat : Triplace de tourisme et d’école, dérivé du J/1U. Il semble que le prototype ait été démonté sans avoir volé.

## Dans les musées
De nombreux Auster J/1 sont encore en état de vol en Grande-Bretagne et dans le monde, les propriétaires étant regroupés au sein de l'International Auster Club. Parmi les avions exposés ne volant plus on peut citer:
- J/1 Autocrat [G-AGOH] au Newark Air Museum de Winthorpe.
- J/1N Alpha [G-AJEB] à Hooton Park (The Aeroplane Collection)
- J/1N Alpha [G-AJRH] au Charnwood Museum de Loughborough.